# Йохан фон Ботмер
Йохан фон Ботмер (на немски: Johann von Bothmer; * 1500; † 7 януари 1586 в Ботмер, Долна Саксония) е благородник от стария род Ботмер от Долна Саксония.
Той е син на Ернст Млади фон Ботмер († 1547) и съпругата му Хелена фон Церсен. Брат е на Йоахим фон Ботмер, женен за Елизабет фон Глаубиц.
Между 1500 и 1586 г. се построява старата къща в рицарското имение „Ботмер I“ в Ботмер.

## Фамилия
Йохан фон Ботмер се жени за Илза фон дем Вердер (* 1518; † 26 януари 1598), дъщеря на Фридрих фон дем Вердер († сл. 1534) и Илза фон Хазберген. Те имат децата:
- Хелена фон Ботмер († 1556), омъжена за Йобст фон Оперсхаузен (* ок. 1526)
- Илза фон Ботмер († 1609), омъжена за Мориц фон Маренхолц (1535 – 1583)
- Фридрих фон Ботмер (*ок. 1544, Алден; † 10 януари 1610, Алден), офицер, испански ритмайстер, женен на 25 юни 1580 г. във Верден за София фон Фрезе († 1629, Алден); имат две дъщери
- Левин фон Ботмер († пр. 28 юли 1621), женен за Барбара фон Добенек († пр. 28 юли 1621)